# Calotomus zonarchus
Calotomus zonarchus е вид бодлоперка от семейство Scaridae. Видът не е застрашен от изчезване.

## Разпространение и местообитание
Разпространен е в САЩ (Хавайски острови).
Обитава морета и рифове. Среща се на дълбочина от 1 до 170 m, при температура на водата от 22,5 до 25,1 °C и соленост 34,9 – 35,3 ‰.

## Описание
На дължина достигат до 33 cm.